# Flóculo (anatomía)
El flóculo  es un pequeño lóbulo del cerebelo situado en el borde posterior del pedúnculo cerebeloso medio, anterior al lobulillo biventérico.  Está asociado al nódulo del vermis. Ambas estructuras componen la parte vestibular del cerebelo.
El flóculo está contenido dentro del lóbulo floculonodular, que está conectado al cerebelo. Está involucrado en el control del reflejo vestíbulo-ocular, un sistema que controla el movimiento del ojo en coordinación con los movimientos de la cabeza. La función más importante es la capacidad del sistema vestibular para adaptarse a un cambio en el campo visual. El aprendizaje de habilidades motoras básicas, como caminar, el equilibrio y la capacidad de sentarse, se puede atribuir a los patrones y vías tempranas asociados con el reflejo vestíbulo-ocular y las vías formadas en el cerebelo, dentro de las vías del cerebelo que contribuyen al aprendizaje de habilidades motoras básicas. El flóculo parece estar incluido en una vía VOR que ayuda en la adaptación a un cambio repetido en el campo visual. Un cambio en el campo visual afecta el reconocimiento espacial de un individuo. La investigación principal sugeriría que el flóculo ayuda en la sincronización de las funciones oculares y motoras después de un cambio visual para que el campo visual y las habilidades motoras funcionen juntas. Si se repite este cambio, el flóculo esencialmente entrena al cerebro para que se reajuste completamente a este estímulo repetido.